# راؤول سيرفين
راؤول سيرفين (بالإسبانية: Raúl Servín) (مواليد 29 أبريل 1963) هو لاعب كرة قدم. يلعب مع منتخب المكسيك لكرة القدم. سبق له أن لعب في كأس العالم لكرة القدم مع منتخب بلاده.

## روابط خارجية
- راؤول سيرفين على موقع الاتحاد الدولي (مؤرشف)  (الإنجليزية)
- راؤول سيرفين على موقع قاعدة بيانات كرة القدم.إي يو (الإنجليزية)
- راؤول سيرفين على موقع ناشيونال فوتبول تيمز (الإنجليزية)